# Вултурешть (комуна, Олт)
Вултурешть, Вултурешті (рум. Vulturești) — комуна у повіті Олт в Румунії. До складу комуни входять такі села (дані про населення за 2002 рік):
- Валя-луй-Алб (733 особи)
- Вленгерешть (556 осіб)
- Вултурешть (870 осіб)
- Дієнч (658 осіб)

Комуна розташована на відстані 145 км на захід від Бухареста, 34 км на північ від Слатіни, 60 км на північний схід від Крайови, 144 км на південний захід від Брашова.

## Населення
За даними перепису населення 2002 року у комуні проживали 2817 осіб, усі — румуни. Усі жителі комуни рідною мовою назвали румунську.
Склад населення комуни за віросповіданням:
| Релігія       | Кількість осіб | Відсоток |
| ------------- | -------------- | -------- |
| православні   | 2803           | 99,5%    |
| адвентисти    | 10             | 0,4%     |
| п'ятдесятники | 4              | 0,1%     |

## Зовнішні посилання
- Дані про комуну Вултурешть на сайті Ghidul Primăriilor [Архівовано 14 лютого 2011 у Wayback Machine.]